# Landtagswahlkreis Aachen IV
Der Landtagswahlkreis Aachen IV ist ein Landtagswahlkreis in Nordrhein-Westfalen. Er wurde zur Landtagswahl 2000 neu errichtet und umfasst die Gemeinden Eschweiler, Monschau, Roetgen, Simmerath und Stolberg in der Städteregion Aachen.

## Geschichte
Zur Landtagswahl 1980 wurden die Wahlkreise neu zugeschnitten, um der Gebietsreform Rechnung zu tragen. So entstanden im Kreis Aachen zwei Wahlkreise, die südlichen Gemeinden deckte Kreis Aachen I ab. Zur Landtagswahl 1990 kam noch ein Teil von Alsdorf hinzu. 2000 wurde der Wahlkreis geteilt, auf seinem Gebiet befanden sich nunmehr die beiden Wahlkreise Kreis Aachen II und Kreis Aachen III – Euskirchen I. 2005 kamen die Wahlkreise wieder in ihre alte Form, aber gegenüber 1980 mit getauschten Namen. Nachdem der Kreis Aachen zum 21. Oktober 2009 aufgelöst und durch die Städteregion Aachen ersetzt wurde, trägt der Wahlkreis ab 2010 den Namen Aachen IV.

## 2022
Wahlberechtigt waren 109.188 Einwohner.
|                     | Partei               | Erststimmen | Erststimmen | Zweitstimmen | Zweitstimmen |
| Anzahl              | Partei               | %           | Anzahl      | %            |              |
| ------------------- | -------------------- | ----------- | ----------- | ------------ | ------------ |
| Wahlberechtigte     | Wahlberechtigte      | 109 188     | 100         | 109 188      | 100          |
| Wähler              | Wähler               | 60 416      | 55,3        | 60 416       | 55,3         |
| Ungültige Stimmen   | Ungültige Stimmen    | 749         | 1,2         | 698          | 1,2          |
| Gültige Stimmen     | Gültige Stimmen      | 59 667      | 100         | 59 718       | 100          |
| davon               |                      |             |             |              |              |
| Daniel Scheen-Pauls | CDU                  | 22 195      | 37,2        | 23 462       | 39,3         |
| Stefan Kämmerling   | SPD                  | 21 231      | 35,6        | 17 418       | 29,2         |
| Kurt Victor         | FDP                  | 2 791       | 4,7         | 3 273        | 5,5          |
| Michael Winterich   | AfD                  | 3 070       | 5,1         | 3 120        | 5,2          |
| Philipp Noack       | GRÜNE                | 7 712       | 12,9        | 8 365        | 14           |
| Darius Dunker       | DIE LINKE            | 800         | 1,3         | 758          | 1,3          |
|                     | PIRATEN              | –           | –           | 146          | 0,2          |
| Hubert Franke       | Die PARTEI           | 1 255       | 2,1         | 683          | 1,1          |
|                     | FREIE WÄHLER         | –           | –           | 310          | 0,5          |
|                     | BIG                  | –           | –           | 15           | 0            |
|                     | ÖDP                  | –           | –           | 126          | 0,2          |
|                     | Volksabstimmung      | –           | –           | 51           | 0,1          |
|                     | MLPD                 | –           | –           | 3            | 0            |
|                     | DIE VIOLETTEN        | –           | –           | 22           | 0            |
|                     | Gesundheitsforschung | –           | –           | 64           | 0,1          |
|                     | ZENTRUM              | –           | –           | 34           | 0,1          |
|                     | DKP                  | –           | –           | 13           | 0            |
| Lydia Weigel        | dieBasis             | 613         | 1           | 524          | 0,9          |
|                     | DSP                  | –           | –           | 37           | 0,1          |
|                     | Die Urbane.          | –           | –           | 15           | 0            |
|                     | LIEBE                | –           | –           | 58           | 0,1          |
|                     | FAMILIE              | –           | –           | 109          | 0,2          |
|                     | neo                  | –           | –           | 15           | 0            |
|                     | Die Humanisten       | –           | –           | 36           | 0,1          |
|                     | PdF                  | –           | –           | 44           | 0,1          |
|                     | LfK                  | –           | –           | 76           | 0,1          |
|                     | Tierschutzpartei     | –           | –           | 655          | 1,1          |
|                     | Team Todenhöfer      | –           | –           | 94           | 0,2          |
|                     | Volt                 | –           | –           | 192          | 0,3          |

Zum ersten Mal seit 2010 konnte die CDU mit Daniel Scheen-Pauls den Wahlkreis wieder gewinnen. Der bisherige Abgeordnete Stefan Kämmerling verpasste zunächst den Wiedereinzug über die Landesliste, rückte jedoch am 4. März 2023 nach.

## 2017
Wahlberechtigt waren 111.118 Einwohner.
| Direktkandidat     | Partei   | Erststimmen in % | Zweitstimmen in % |
| ------------------ | -------- | ---------------- | ----------------- |
| Stefan Kämmerling  | SPD      | 38,6 %           | 35,3 %            |
| Axel-Georg Wirtz   | CDU      | 38,2 %           | 33,2 %            |
| Lukas Benner       | GRÜNE    | 5,0 %            | 4,8 %             |
| Anke Göbbels       | FDP      | 7,3 %            | 12,0 %            |
| Maximilian Möhring | Piraten  | 1,3 %            | 0,9 %             |
| Albert Borchardt   | LINKE    | 3,5 %            | 5,8 %             |
| Frank Neumann      | AfD      | 5,6 %            | 6,7 %             |
| Sonstige           | Sonstige | 0,5 %            | 3,3 %             |

Der bisherige SPD-Wahlkreisabgeordnete Stefan Kämmerling konnte sein Direktmandat verteidigen. Hingegen schied der CDU-Kandidat Axel-Georg Wirtz, der dem Landtag seit 1999 angehört hatte, aus dem Parlament aus, weil sein Listenplatz 75 nicht zog.

## 2012
Wahlberechtigt waren 111.694 Einwohner.
| Direktkandidat    | Partei   | Erststimmen in % | Zweitstimmen in % |
| ----------------- | -------- | ---------------- | ----------------- |
| Axel-Georg Wirtz  | CDU      | 35,22 %          | 28,29 %           |
| Stefan Kämmerling | SPD      | 42,07 %          | 39,98 %           |
| Werner Krickel    | GRÜNE    | 6,65 %           | 8,67 %            |
| Albert Borchardt  | LINKE    | 2,25 %           | 2,24 %            |
| Kurt Victor       | FDP      | 3,65 %           | 7,43 %            |
| Philipp Emmert    | Piraten  | 8,28 %           | 8,48 %            |
| -                 | Sonstige | -                | 4,91 %            |

## 2010
Wahlberechtigt waren 111.861 Einwohner.
| Direktkandidat    | Partei   | Erststimmen in % | Zweitstimmen in % |
| ----------------- | -------- | ---------------- | ----------------- |
| Axel-Georg Wirtz  | CDU      | 40,5 %           | 36,4 %            |
| Stefan Kämmerling | SPD      | 39,6 %           | 35,8 %            |
| Werner Krickel    | GRÜNE    | 8,0 %            | 9,3 %             |
| Albert Borchardt  | LINKE    | 5,6 %            | 5,7 %             |
| Kurt Victor       | FDP      | 4,6 %            | 6,6 %             |
| Udo Pütz          | Piraten  | 1,8 %            | 1,7 %             |
| -                 | Sonstige | -                | 4,4 %             |

## 2005
Die Ergebnisse beziehen sich auf den Wahlkreis Kreis Aachen II, in dem 111.382 Einwohner wahlberechtigt waren.
| Direktkandidat        | Partei        | Stimmen in % |
| --------------------- | ------------- | ------------ |
| Axel-Georg Wirtz      | CDU           | 46,7         |
| Helen Weidenhaupt     | SPD           | 36,3         |
| Franz-Josef Zwingmann | FDP           | 6,0          |
| Bernd Leisten         | GRÜNE         | 4,7          |
| Dietmar Schütteler    | WASG          | 2,0          |
| Willibert Kunkel      | NPD           | 1,5          |
| Hans-Jürgen Fink      | UNABH. BÜRGER | 1,0          |
| Wolfgang Müller       | PDS           | 0,8          |
| Wolfgang Maskos       | REP           | 0,7          |
| Arno Kohlert          | ödp           | 0,3          |

## 2000
Die Ergebnisse beziehen sich auf den damaligen Wahlkreis Kreis Aachen II. Er umfasste Eschweiler sowie Teile der angrenzenden Gemeinden Alsdorf, Roetgen und Stolberg.
| Direktkandidat      | Partei | Stimmen in % |
| ------------------- | ------ | ------------ |
| Hildegard Nießen    | SPD    | 48,7         |
| Axel-Georg Wirtz    | CDU    | 35,4         |
| Bernhard Engelhardt | FDP    | 9,0          |
| Klaus Müller        | GRÜNE  | 4,1          |
| Wolfgang Lüsgens    | REP    | 1,7          |
| Bernhard Lüers      | PDS    | 1,1          |

Für die Ergebnisse in Kreis Aachen III – Euskirchen I siehe hier.